# Homalomena hainanensis
Homalomena hainanensis är en kallaväxtart som beskrevs av Hen Li. Homalomena hainanensis ingår i släktet Homalomena och familjen kallaväxter.
Artens utbredningsområde är Hainan (Kina). Inga underarter finns listade.